# Bosch Rexroth AG
Bosch Rexroth AG är ett företag med säte i Lohr am Main i Tyskland. Företaget har drygt 35 000 anställda i runtom i världen och är ett helägt dotterbolag till Robert Bosch GmbH. Företaget har verksamhet inom hydraulik, pneumatik, automation, paketering, vitvaror, elektronik, verktygsmaskiner, extrusion, och halvledare.

## Historia
Företagsdelen Rexroth kan spåras tillbaka till 1795, när familjen Rexroth startade en järnhytta. Rexroth grundlade sitt företag som en betydande leverantör av gjutgods och utvecklade helt ny gjuteriteknik vilket var grunden till Rexroths tidiga dominerande ställning inom trycktäta ventilhus och kompletta ventilblock för både mobila och stationära applikationer. Rexroths båda dotterbolag Hydromatik (förvärvat 1972) och Breuninghaus (förvärvat 1976) blev på 1970-talet de ledande företagen på den Europeiska marknaden inom axialkolvmaskiner för arbetshydraulik och hydrostatiska transmissioner i både mobila och stationära applikationer. 
Hydromatik tillverkade axialkolvpumpar av i första hand bent-axis-typ för tung arbetshydraulik i den övre tryckklassen 420 bar och pumpar av swashplate-typ för hydrostatiska transmissioner i slutna system för höga trycknivåer medan Breuninghaus tillverkade axialkolvpumpar av swashplate/inline (sv:snedskiva) i mellantrycksklassen 210 bar. Huvudanledningen till att man förvärvade Breuninghaus var att man saknade ett brett program av axialkolvpumpar med konstruktionsprincipen swashplate i mellantrycksklassen, som också medgav en genomgående drivaxel där flera oberoende pumpar kunde monteras i dubbel eller trippelutförande efter varandra utan behov av pumpfördelningsväxlar. 
Swashplate-konstruktionen medgav också möjligheten till snabbare respons i omställningen av deplacementet, speciellt viktigt i hydrostatiska transmissioner i slutna system för mindre fordon. Huvudkonkurrenterna var vid denna tid de amerikanska företagen Sauer-Sundstrand (Sauer-Danfoss), Denison och Vickers hydraulikdivision som var dominerande inom hydrostatiska transmissioner för arbetsfordon på den amerikanska marknaden. 1977 förvärvade man delar av Lohman & Stolterfoht GmbH som tillverkade kuggväxlar för alla typer av applikationer. Rexroth fick då tillgång till tillverkning i egen regi av pumpfördelningsväxlar och drivhjulsväxlar för arbetsfordon. Pumpfördelningsväxlar användes främst till Hydromatiks axialkolvpumpar av bent-axis typ som saknade möjligheten till genomgående drivaxel. 
De båda företagen Hydromatik och Breuninghaus slogs samman organisatoriskt i början på 1990-talet till Breuninghaus-Hydromatik GmbH men behöll produktionsenheterna på skilda platser; Hydromatik i staden Neu-Ulm i landsdelen Elchingen (Bayern) och Breuninghaus i Horb am Neckar. Företagen blev tidigt en stor leverantör till den tyska basindustrin som stålverk, valsverk etc. och till den tyska krigsmakten inom både armén och flygvapnet.
Breuninghaus-Hydromatik GmbH innehar 122 registrerade patent på USPTO, det tidigaste från oktober 1973 och det senaste från september 2009. En stor del av de tidiga patenten utgörs av olika hydrauliskt styrda regulatorer inbyggda i axialkolvpumpar och motorer för reglering av deplacementet för styrning av flödet, trycket, axelmomentet och axeleffekten (tryck x flöde). Den hydraulmekaniska summaeffektregulatorn för dubbelpumpar av typen bent-axis till grävmaskiner blev en stor produkt för Hydromatik.
Nuvarande (2009) företag bildades år 2001, då hydraulikdivision inom Bosch förvärvade hydraulikdivisionen inom företagskoncernen Rexroth-Mannesman.